# Tour du Pays basque 2011
Le Tour du Pays basque 2011 est la 51e édition de cette course cycliste sur route masculine. Elle a eu lieu du 4 au 9 avril 2011, entre Zumarraga et Zalla. Il s'agit de la huitième épreuve de l'UCI World Tour 2011. Il a été remporté par l'Allemand Andreas Klöden de l'équipe Team RadioShack, déjà vainqueur en 2000. Il devance le tenant du titre, son coéquipier américain Christopher Horner et le Néerlandais Robert Gesink (Rabobank). Andreas Klöden remporte également le classement par points, alors que le Suisse Michael Albasini (Team HTC-Highroad) termine meilleur grimpeur de l'épreuve. Le Néerlandais Bram Tankink (Rabobank) gagne le classement des Metas Volantes et l'équipe Movistar le classement par équipes.

## Présentation

### Équipes
Vingt équipes participent à ce Tour du Pays basque. Il s'agit des 18 équipes ProTeams et de deux équipes continentales professionnelles espagnoles, Geox-TMC et Caja Rural.
| N.    | Code | Équipe              |
| ----- | ---- | ------------------- |
| 1-8   | RSH  | Team RadioShack     |
| 11-18 | THR  | Team HTC-Highroad   |
| 21-28 | RAB  | Rabobank            |
| 31-38 | BMC  | BMC Racing          |
| 41-48 | SKY  | Team Sky            |
| 51-58 | LAM  | Lampre-ISD          |
| 61-68 | LIQ  | Liquigas-Cannondale |
| 71-78 | OLO  | Omega Pharma-Lotto  |
| 81-88 | GRM  | Garmin-Cervélo      |
| 91-98 | LEO  | Team Leopard-Trek   |

| N.      | Code | Équipe            |
| ------- | ---- | ----------------- |
| 101-108 | ALM  | AG2R La Mondiale  |
| 111-118 | EUS  | Euskaltel-Euskadi |
| 121-128 | KAT  | Team Katusha      |
| 131-138 | MOV  | Movistar          |
| 141-148 | VCD  | Vacansoleil-DCM   |
| 151-158 | AST  | Astana            |
| 161-168 | SBS  | Saxo Bank-SunGard |
| 171-178 | QST  | Quick Step        |
| 181-188 | GEO  | Geox-TMC          |
| 191-198 | CJR  | Caja Rural        |

### Favoris
La majorité des prétendants au prochain Tour d'Italie et Tour de France sont présents sur ce Tour du Pays basque.
Le tenant du titre l'Américain Christopher Horner est dans de bonnes dispositions pour jouer la victoire finale après sa 4e place au Tour de Catalogne. Il sera accompagné de Levi Leipheimer et d'Andreas Klöden au sein du Team RadioShack.
Le Néerlandais Robert Gesink (Rabobank), les Italiens Damiano Cunego (Lampre-ISD), Ivan Basso (Liquigas-Cannondale), l'Irlandais Daniel Martin (Garmin-Cervélo) et les Espagnols Joaquim Rodríguez (Team Katusha) et Samuel Sánchez (Euskaltel-Euskadi) figurent parmi les favoris pour remporter cette édition du Tour du Pays basque.
Parmi les outsiders, on citera les Australiens Michael Rogers (Team Sky), Richie Porte (Saxo Bank-SunGard), le Colombien Rigoberto Urán, les Luxembourgeois Fränk Schleck et Andy Schleck (Team Leopard-Trek), le Suédois Thomas Lövkvist (Team Sky), les Américains Christian Vande Velde (Garmin-Cervélo) et Tejay van Garderen (Team HTC-Highroad), le Canadien Ryder Hesjedal (Garmin-Cervélo), le Français Jean-Christophe Péraud (AG2R La Mondiale), les Italiens Danilo Di Luca (Team Katusha), Matteo Carrara (Vacansoleil-DCM), Marco Pinotti (Team HTC-Highroad), le Kazakh Alexandre Vinokourov (Astana), le Biélorusse Vasil Kiryienka (Movistar), l'Allemand Tony Martin (Team HTC-Highroad), qui reste toujours le favori pour le contre la montre de cette épreuve, et les Belges Jurgen Van den Broeck (Omega Pharma-Lotto) et Kevin Seeldraeyers (Quick Step).

### Étapes
| Étape     | Date    | Villes étapes             | Distance (km) | Vainqueur d’étape    | Leader du classement général |
| --------- | ------- | ------------------------- | ------------- | -------------------- | ---------------------------- |
| 1re étape | 4 avril | Zumarraga - Zumarraga     | 151,2         | Joaquim Rodríguez    | Joaquim Rodríguez            |
| 2e étape  | 5 avril | Zumarraga - Lekunberri    | 163           | Vasil Kiryienka      | Andreas Klöden               |
| 3e étape  | 6 avril | Villatuerta - Zuia-Murgia | 180           | Alexandre Vinokourov | Joaquim Rodríguez            |
| 4e étape  | 7 avril | Amurrio - Eibar           | 179           | Samuel Sánchez       | Joaquim Rodríguez            |
| 5e étape  | 8 avril | Eibar - Zalla             | 177           | Francesco Gavazzi    | Joaquim Rodríguez            |
| 6e étape  | 9 avril | Zalla                     | 24 (clm)      | Tony Martin          | Andreas Klöden               |

## Déroulement de la course

### 1reétape
|   | Coureur            | Pays       | Équipe            |    | Temps           |
| - | ------------------ | ---------- | ----------------- | -- | --------------- |
| 1 | Joaquim Rodríguez  | Espagne    | Team Katusha      | en | 4 h 02 min 42 s |
| 2 | Samuel Sánchez     | Espagne    | Euskaltel-Euskadi | +  | 0 s             |
| 3 | Andreas Klöden     | Allemagne  | Team RadioShack   |    | 0 s             |
| 4 | Christopher Horner | États-Unis | Team RadioShack   |    | 1 s             |
| 5 | Ryder Hesjedal     | Canada     | Garmin-Cervélo    |    | 6 s             |

|   | Coureur            | Pays       | Équipe            |    | Temps           |
| - | ------------------ | ---------- | ----------------- | -- | --------------- |
| 1 | Joaquim Rodríguez  | Espagne    | Team Katusha      | en | 4 h 02 min 42 s |
| 2 | Samuel Sánchez     | Espagne    | Euskaltel-Euskadi | +  | 0 s             |
| 3 | Andreas Klöden     | Allemagne  | Team RadioShack   |    | 0 s             |
| 4 | Christopher Horner | États-Unis | Team RadioShack   |    | 1 s             |
| 5 | Ryder Hesjedal     | Canada     | Garmin-Cervélo    |    | 6 s             |

### 2eétape
|   | Coureur              | Pays        | Équipe            |    | Temps           |
| - | -------------------- | ----------- | ----------------- | -- | --------------- |
| 1 | Vasil Kiryienka      | Biélorussie | Movistar          | en | 4 h 06 min 40 s |
| 2 | Andreas Klöden       | Allemagne   | Team RadioShack   | +  | 2 s             |
| 3 | Andy Schleck         | Luxembourg  | Team Leopard-Trek |    | 2 s             |
| 4 | Chris Anker Sørensen | Danemark    | Saxo Bank-SunGard |    | 2 s             |
| 5 | Christopher Horner   | États-Unis  | Team RadioShack   |    | 2 s             |

|   | Coureur            | Pays       | Équipe            |    | Temps           |
| - | ------------------ | ---------- | ----------------- | -- | --------------- |
| 1 | Andreas Klöden     | Allemagne  | Team RadioShack   | en | 8 h 09 min 23 s |
| 2 | Joaquim Rodríguez  | Espagne    | Team Katusha      | +  | 0 s             |
| 3 | Samuel Sánchez     | Espagne    | Euskaltel-Euskadi |    | 0 s             |
| 4 | Christopher Horner | États-Unis | Team RadioShack   |    | 1 s             |
| 5 | Ryder Hesjedal     | Canada     | Garmin-Cervélo    |    | 6 s             |

### 3eétape
|   | Coureur              | Pays       | Équipe           |    | Temps           |
| - | -------------------- | ---------- | ---------------- | -- | --------------- |
| 1 | Alexandre Vinokourov | Kazakhstan | Astana           | en | 4 h 20 min 38 s |
| 2 | Óscar Freire         | Espagne    | Rabobank         | +  | 8 s             |
| 3 | Paul Martens         | Allemagne  | Rabobank         |    | 8 s             |
| 4 | Pim Ligthart         | Pays-Bas   | Vacansoleil-DCM  |    | 8 s             |
| 5 | Mikaël Cherel        | France     | AG2R La Mondiale |    | 8 s             |

|   | Coureur            | Pays       | Équipe            |    | Temps            |
| - | ------------------ | ---------- | ----------------- | -- | ---------------- |
| 1 | Joaquim Rodríguez  | Espagne    | Team Katusha      | en | 12 h 30 min 09 s |
| 2 | Andreas Klöden     | Allemagne  | Team RadioShack   | +  | 0 s              |
| 3 | Samuel Sánchez     | Espagne    | Euskaltel-Euskadi |    | 0 s              |
| 4 | Christopher Horner | États-Unis | Team RadioShack   |    | 1 s              |
| 5 | Ryder Hesjedal     | Canada     | Garmin-Cervélo    |    | 6 s              |

### 4eétape
|   | Coureur              | Pays       | Équipe            |    | Temps           |
| - | -------------------- | ---------- | ----------------- | -- | --------------- |
| 1 | Samuel Sánchez       | Espagne    | Euskaltel-Euskadi | en | 4 h 42 min 37 s |
| 2 | Andreas Klöden       | Allemagne  | Team RadioShack   | +  | m.t             |
| 3 | Alexandre Vinokourov | Kazakhstan | Astana            |    | m.t             |
| 4 | Joaquim Rodríguez    | Espagne    | Team Katusha      |    | m.t             |
| 5 | Ryder Hesjedal       | Canada     | Garmin-Cervélo    |    | m.t             |

|   | Coureur            | Pays       | Équipe            |    | Temps            |
| - | ------------------ | ---------- | ----------------- | -- | ---------------- |
| 1 | Joaquim Rodríguez  | Espagne    | Team Katusha      | en | 17 h 12 min 46 s |
| 2 | Andreas Klöden     | Allemagne  | Team RadioShack   |    | 0 s              |
| 3 | Samuel Sánchez     | Espagne    | Euskaltel-Euskadi |    | 0 s              |
| 4 | Christopher Horner | États-Unis | Team RadioShack   | +  | 1 s              |
| 5 | Ryder Hesjedal     | Canada     | Garmin-Cervélo    |    | 6 s              |

### 5eétape
|   | Coureur            | Pays     | Équipe           |    | Temps           |
| - | ------------------ | -------- | ---------------- | -- | --------------- |
| 1 | Francesco Gavazzi  | Italie   | Lampre-ISD       | en | 4 h 27 min 03 s |
| 2 | Kristof Vandewalle | Belgique | Quick Step       | +  | m.t             |
| 3 | John Gadret        | France   | AG2R La Mondiale |    | m.t             |
| 4 | Pim Ligthart       | Pays-Bas | Vacansoleil-DCM  |    | m.t             |
| 5 | Egoitz García      | Espagne  | Caja Rural       |    | m.t             |

|   | Coureur            | Pays       | Équipe            |    | Temps            |
| - | ------------------ | ---------- | ----------------- | -- | ---------------- |
| 1 | Joaquim Rodríguez  | Espagne    | Team Katusha      | en | 21 h 39 min 46 s |
| 2 | Andreas Klöden     | Allemagne  | Team RadioShack   | +  | 0 s              |
| 3 | Samuel Sánchez     | Espagne    | Euskaltel-Euskadi |    | 0 s              |
| 4 | Christopher Horner | États-Unis | Team RadioShack   |    | 1 s              |
| 5 | Ryder Hesjedal     | Canada     | Garmin-Cervélo    |    | 6 s              |

### 6eétape
|   | Coureur         | Pays       | Équipe            |    | Temps       |
| - | --------------- | ---------- | ----------------- | -- | ----------- |
| 1 | Tony Martin     | Allemagne  | Team HTC-Highroad | en | 32 min 16 s |
| 2 | Andreas Klöden  | Allemagne  | Team RadioShack   | +  | 9 s         |
| 3 | Marco Pinotti   | Italie     | Team HTC-Highroad |    | 24 s        |
| 4 | Jakob Fuglsang  | Danemark   | Team Leopard-Trek |    | 29 s        |
| 5 | Andrew Talansky | États-Unis | Garmin-Cervélo    |    | 42 s        |

|   | Coureur            | Pays       | Équipe          |    | Temps            |
| - | ------------------ | ---------- | --------------- | -- | ---------------- |
| 1 | Andreas Klöden     | Allemagne  | Team RadioShack | en | 22 h 12 min 11 s |
| 2 | Christopher Horner | États-Unis | Team RadioShack | +  | 47 s             |
| 3 | Robert Gesink      | Pays-Bas   | Rabobank        |    | 47 s             |
| 4 | Beñat Intxausti    | Espagne    | Movistar        |    | 1 min 03 s       |
| 5 | Xavier Tondo       | Espagne    | Movistar        |    | 1 min 03 s       |

## Classements finals

### Classement général
|    | Coureur              | Pays        | Équipe            |    | Temps            |
| -- | -------------------- | ----------- | ----------------- | -- | ---------------- |
| 1  | Andreas Klöden       | Allemagne   | Team RadioShack   | en | 22 h 12 min 11 s |
| 2  | Christopher Horner   | États-Unis  | Team RadioShack   | +  | 47 s             |
| 3  | Robert Gesink        | Pays-Bas    | Rabobank          |    | 47 s             |
| 4  | Beñat Intxausti      | Espagne     | Movistar          |    | 1 min 03 s       |
| 5  | Xavier Tondo         | Espagne     | Movistar          |    | 1 min 03 s       |
| 6  | Samuel Sánchez       | Espagne     | Euskaltel-Euskadi |    | 1 min 08 s       |
| 7  | David López García   | Espagne     | Movistar          |    | 1 min 28 s       |
| 8  | Alexandre Vinokourov | Kazakhstan  | Astana            |    | 1 min 31 s       |
| 9  | Ryder Hesjedal       | Canada      | Garmin-Cervélo    |    | 1 min 49 s       |
| 10 | Vasil Kiryenka       | Biélorussie | Movistar          |    | 1 min 54 s       |

### Classements annexes
|   | Cycliste           | Pays       | Équipe            | Points |
| - | ------------------ | ---------- | ----------------- | ------ |
| 1 | Andreas Klöden     | Allemagne  | Team RadioShack   | 78     |
| 2 | Samuel Sánchez     | Espagne    | Euskaltel-Euskadi | 59     |
| 3 | Christopher Horner | États-Unis | Team RadioShack   | 57     |

|   | Cycliste                | Pays    | Équipe            | Points |
| - | ----------------------- | ------- | ----------------- | ------ |
| 1 | Michael Albasini        | Suisse  | Team HTC-Highroad | 58     |
| 2 | Amaël Moinard           | France  | BMC Racing        | 30     |
| 3 | Julián Sánchez Pimienta | Espagne | Caja Rural        | 24     |

|   | Cycliste      | Pays     | Équipe          | Points |
| - | ------------- | -------- | --------------- | ------ |
| 1 | Bram Tankink  | Pays-Bas | Rabobank        | 13     |
| 2 | Maxim Belkov  | Russie   | Vacansoleil-DCM | 9      |
| 3 | Amaël Moinard | France   | BMC Racing      | 9      |

|   | Équipes         | Temps      |                     |
| - | --------------- | ---------- | ------------------- |
| 1 | Movistar        | Espagne    | en 66 h 39 min 34 s |
| 2 | Team RadioShack | États-Unis | à 5 min 24 s        |
| 3 | Rabobank        | Pays-Bas   | à 6 min 18 s        |

### UCI World Tour
Ce Tour du Pays basque attribue des points pour l'UCI World Tour 2011, seulement aux coureurs des équipes ayant un label ProTeam.
| Position           | 1er | 2e | 3e | 4e | 5e | 6e | 7e | 8e | 9e | 10e |
| Classement général | 100 | 80 | 70 | 60 | 50 | 40 | 30 | 20 | 10 | 4   |
| Par étape          | 6   | 4  | 2  | 1  | 1  |    |    |    |    |     |

| #  | Coureur              | Équipe            | Points |
| -- | -------------------- | ----------------- | ------ |
| 1  | Andreas Klöden       | Team RadioShack   | 114    |
| 2  | Christopher Horner   | Team RadioShack   | 82     |
| 3  | Robert Gesink        | Rabobank          | 70     |
| 4  | Beñat Intxausti      | Movistar          | 60     |
| 5  | Xavier Tondo         | Movistar          | 50     |
| -  | Samuel Sánchez       | Euskaltel-Euskadi | 50     |
| 7  | David López García   | Movistar          | 30     |
| 8  | Alexandre Vinokourov | Astana            | 28     |
| 9  | Ryder Hesjedal       | Garmin-Cervélo    | 12     |
| 10 | Vasil Kiryienka      | Movistar          | 10     |
| 11 | Joaquim Rodríguez    | Team Katusha      | 7      |
| 12 | Francesco Gavazzi    | Lampre-ISD        | 6      |
| 13 | Tony Martin          | HTC-Highroad      | 4      |
| -  | Kristof Vandewalle   | Quick Step        | 4      |
| -  | Óscar Freire         | Rabobank          | 4      |
| 16 | John Gadret          | AG2R La Mondiale  | 2      |
| -  | Marco Pinotti        | HTC-Highroad      | 2      |
| -  | Andy Schleck         | Team Leopard-Trek | 2      |
| -  | Paul Martens         | Rabobank          | 2      |
| -  | Pim Ligthart         | Vacansoleil-DCM   | 2      |
| 21 | Jakob Fuglsang       | Team Leopard-Trek | 1      |
| -  | Andrew Talansky      | Garmin-Cervélo    | 1      |
| -  | Chris Anker Sørensen | Saxo Bank-Sungard | 1      |
| -  | Mikaël Cherel        | AG2R La Mondiale  | 1      |

## Évolution des classements
| Étape              | Vainqueur            | Classement général | Classement par points | Classement de la montagne | Classement des Metas Volantes | Classement par équipes |
| ------------------ | -------------------- | ------------------ | --------------------- | ------------------------- | ----------------------------- | ---------------------- |
| 1                  | Joaquim Rodríguez    | Joaquim Rodríguez  | Joaquim Rodríguez     | Mathieu Perget            | Bram Tankink                  | Movistar               |
| 2                  | Vasil Kiryienka      | Andreas Klöden     | Andreas Klöden        | Maxim Iglinskiy           | Bram Tankink                  | Movistar               |
| 3                  | Alexandre Vinokourov | Joaquim Rodríguez  | Joaquim Rodríguez     | Amaël Moinard             | Bram Tankink                  | Movistar               |
| 4                  | Samuel Sánchez       | Joaquim Rodríguez  | Andreas Klöden        | Michael Albasini          | Bram Tankink                  | Movistar               |
| 5                  | Francesco Gavazzi    | Joaquim Rodríguez  | Andreas Klöden        | Michael Albasini          | Bram Tankink                  | Movistar               |
| 6                  | Tony Martin          | Andreas Klöden     | Andreas Klöden        | Michael Albasini          | Bram Tankink                  | Movistar               |
| Classements finals | Classements finals   | Andreas Klöden     | Andreas Klöden        | Michael Albasini          | Bram Tankink                  | Movistar               |